# زمین‌لرزه ۲۰۰۶ جزایر کوریل
زمین‌لرزه جزایر کوریل  در تاریخ ۱۵ نوامبر ۲۰۰۶ میلادی، برابر با ‎۲۴ آبان ۱۳۸۵، ساعت ۱۱:۱۴:۱۳ به زمان یوتی‌سی در روسیه ، منطقه جزایر کوریل رخ داد. ژرفای این زلزله ۱۰ کیلومتر بود، و بزرگی آن ۸٫۳ در مقیاس Mw اعلام شده‌است. زمین‌لرزه به وقت محلی در روز چهارشنبه، ساعت ۲۱ روی داده و منطقه زمانی آن یوتی‌سی +۱۰ بوده‌است (با لحاظ تغییر ساعت تابستانی).
سازمان زمین‌شناسی آمریکا نیز رومرکز این زمین‌لرزه را در مختصات ۴۶°۳۵′۳۱″شمالی ۱۵۳°۱۵′۵۸″شرقی / ۴۶٫۵۹۲°شمالی ۱۵۳٫۲۶۶°شرقی و ژرفای آنرا در ۱۰ کیلومتر گزارش کرده‌است. بزرگی برگزیدهٔ این سازمان از میان بزرگیهای محاسبه‌شدهٔ مختلف ۸٫۳ در مقیاس Mw بوده و از دید اثر، در میان چهار دسته‌بندی «نامحسوس»، «محسوس»، «زیان‌آور» یا «با تلفات»، زلزله را «با تلفات» اعلام کرده‌است.سونامی نیز در این زلزله گزارش شده‌است.
پروژهٔ «تنسور گشتاور مرکزوار» زاویه‌های (راستا، شیب، ریک) گسل سازندهٔ زمین‌لرزه و صفحه عمود بر آنرا (°۲۱۵، °۱۵، °۹۲) یا (°۳۳، °۷۵، °۸۹) و نوع گسل را «معکوس» فرارسانده‌است.
لرزش هیچ کشته‌ای نداشته و شمار زخمیان ۱ نفر برآورده شده‌است.